# Ključ (brava)
Ključ je uređaj koji se koristi kada se želi otključati ili zaključati brava. Tipičan ključ sastoji se od dva dijela: oštrice (ulazi u ključanicu) te kljuna (dio koji korisnik drži kada zaključava ili otključava bravu). Oštrica je uglavnom izrađena specifično, tako da otvara nekoliko ili samo jednu bravu.
Ključevi osiguravaju vrlo jeftinu, iako ne savršenu kontrolu nad ulaskom npr. u vozila ili objekte. U današnjem modernom svijetu ključevi su postali bitan predmet te imaju široku uporabu.

## Povijest ključeva
Zabilježen je podatak kako je ključ izmislio Theodore od Samosa, u 6. st. prije Krista. Također, drvene brave i ključevi korišteni su još u drevnom Egiptu, prije 4 000 godina. 

## Tipovi ključeva
Danas postoji mnogo različitih tipova ključeva:
- Kućni ključevi
- Automobilski ključevi
- Glavni ključevi (otvara nekoliko brava)
- Kontrolni ključevi
- Transponderski ključevi (služe za pokretanje, npr. strojeva)
- Dvostrani ključevi
- Četverostrani ključevi
- Paracentrični ključevi
- Unutarnji odrezani ključevi
- Razdjeljeni ključevi
- Ključevi s uleknućem
- Ključ kostur
- Cjevni ključevi
- Zeiss ključevi (varijacija između kućnog i cijevnog ključa)
- Ključevi koji se ne mogu umnožiti
- Ograničeni ključevi (prodaju se u ograničenoj količini)
- Magnetni ključevi
- Kartice za zaključavanje

## Ključevi u popularnoj kulturi
Ključevi se danas pojavljuju na različitim simbolima i grbovima, a najpoznatiji primjer toga vezan je za Vatikan – potječe iz predaje kako Sveti Petar (prvi papa) čuva ključeve Raja.